# David Speiser
 David Speiser (* 27. August 1980) ist ein deutscher Snowboardfahrer und war deutscher Meister und Teilnehmer an den Olympischen Spielen 2006 in Turin und 2010 in Vancouver.

## Vereine
Sein Heimatverein ist der SC Oberstdorf. Seit dem Snowboard-Weltcup 2003 ist er Mitglied beim Direttissima e.V.

## Erfolge
- Sieger Nebelhorn Classics 2000, 2001, 2004;
- 2001 Deutscher Meister im Boardercross
- 2003 Deutscher Meister im Boardercross
- 2007 3. Platz World Cup, Lake Placid, USA
- 2008 3. Platz 12th Winter X Games, Aspen, USA
- 2008 2. Platz World Cup, Leysin, SUI
- 2010 8. Platz Olympische Winterspiele, Vancouver; CAN

## Geschichte
Für Deutschland startete David Speiser im Jahr 2006 bei den Olympischen Spielen im Snowboardcross. Im August 2003 hatte der Obersdorfer mit einer Kniescheiben-Luxation zu kämpfen. Drei Monate konnte er keinen Sport betreiben und hatte starke Schmerzen. Ein Jahr später schmerzte sein Knie zwar immer noch doch er konnte wieder für die Olympischen Spiele trainieren.
In der Saison 2005/06 war er wieder gesund und qualifizierte sich für die Olympischen Spiele im Dezember 2005 durch den 5. Platz bei dem Snowboard-Weltcup in Whistler. Die Teilnahme an den Olympischen Winterspielen 2006 in Turin bezeichnet er selbst als seinen größten Erfolg.
Nach konstanten Saisonsleistungen 2006/07, schob er sich in der WC-Gesamtwertung auf den vierten Gesamtrang.
Bei seinem X-Games-Debüt in Aspen, Colorado, im Januar 2008 konnte sich David die Bronze-Medaille sichern.
Bei den Olympischen Winterspielen 2010 am Whistler Mountain in Vancouver schied Speiser im Halbfinale aus und konnte am Ende den achten Platz belegen.